# Episodi di Baywatch (ottava stagione)
| nº | Titolo originale                            | Titolo italiano                         | Prima TV USA      | Prima TV Italia | Anno produzione |
| -- | ------------------------------------------- | --------------------------------------- | ----------------- | --------------- | --------------- |
| 1  | Rookie Summer: Part I                       | Nuove reclute                           | 22 settembre 1997 |                 | 1997            |
| 2  | Next Generation: Part II                    | La nuova generazione                    | 29 settembre 1997 |                 | 1997            |
| 3  | The Choice                                  | La scelta                               | 6 ottobre 1997    |                 | 1997            |
| 4  | Memorial Day                                | Amici per la pelle                      | 13 ottobre 1997   |                 | 1997            |
| 5  | Charlie                                     | Una lezione di coraggio                 | 20 ottobre 1997   |                 | 1997            |
| 6  | Lifeguard Confidential                      | Pettegolezzi da spiaggia                | 27 ottobre 1997   |                 | 1997            |
| 7  | Out of the Blue                             | Una brutta sorpresa                     | 3 novembre 1997   |                 | 1997            |
| 8  | Eel Niño                                    | Per colpa del vento                     | 10 novembre 1997  |                 | 1997            |
| 9  | Homecoming                                  | Il volo dell'aquila                     | 17 novembre 1997  |                 | 1997            |
| 10 | Missing                                     | Cinque minuti fatali                    | 24 novembre 1997  |                 | 1997            |
| 11 | Hijacked                                    | Fuori strada                            | 1º dicembre 1997  |                 | 1997            |
| 12 | No Way Out                                  | Senza via d'uscita                      | 26 gennaio 1998   |                 | 1997            |
| 13 | Countdown                                   | All'ultimo secondo                      | 2 febbraio 1998   |                 | 1997            |
| 14 | Surf City                                   | La capitale del surf                    | 9 febbraio 1998   |                 | 1997            |
| 15 | To the Max                                  | Vivere al massimo                       | 16 febbraio 1998  |                 | 1997            |
| 16 | Night of the Dolphin                        | La notte del delfino                    | 23 febbraio 1998  |                 | 1997            |
| 17 | Full Throttle                               | Una scommessa pericolosa                | 2 marzo 1998      |                 | 1998            |
| 18 | Quarantine                                  | Quarantena                              | 20 aprile 1998    |                 | 1998            |
| 19 | Diabolique                                  | La baby-sitter                          | 27 aprile 1998    |                 | 1998            |
| 20 | Bon Voyage: Part I                          | Agguato tra i ghiacci: I II e III parte | 4 maggio 1998     |                 | 1998            |
| 21 | White Thunder at Glacier Bay: Part II e III | Agguato tra i ghiacci: I II e III parte | 11 maggio 1998    |                 | 1998            |
| 22 | White Thunder at Glacier Bay: Part II e III | Agguato tra i ghiacci: I II e III parte | 18 maggio 1998    |                 | 1998            |

## Nuove reclute
- Titolo originale: Rookie Summer: Part I
- Diretto da: Gregory Bonann
- Scritto da: David Braff
- Interpreti: David Hasselhoff (Mitch Buchannon), Jeremy Jackson (Hobie Buchannon), Gena Lee Nolin (Neely Capshaw), Carmen Electra (Lani McKenzie), David Chokachi (Cody Madison), Kelly Packard (April Giminski), José Solano (Manny Guitierrez), Donna D'Errico (Donna Marco), Michael Bergin (Jack Darius "JD"), Traci Bingham (Jordan Tate), Angelica Bridges (Taylor Walsh), Michael Newman (Michael Newman), Marliece Andrada (Skylar Bergman), Erin Gray (comandante Monica Johnson), Hamilton Von Watts (Darren Homes), Ingrid Walters (Sheryl Whalen), Mark Auerbach (Richie Edmond), Tim Wrightman (medico oftalmologo), Troy Waters (guardaspiaggia), Janette Andrade (Crush), Alex Stanton Smith (recluta)

### Trama
Con l'arrivo dell'estate si tiene la selezione per i nuovi guardaspiaggia. Tra i partecipanti ci sono Hobie, Manny, Lani McKenzie, hawaiana che aspira a diventare ballerina, April Giminski, una ragazza originaria del Wisconsin che studia design, e Skylar Bergman, un'amica di April che vuole diventare infermiera, e Sheryl Whalen. Dopo essere arrivata a Baywatch, Lani viene tormentata dall'ex fidanzato Darren Homes che vuole riportarla nelle Hawaii. Darren arriva a rapire Lani e a portarla a forza nel suo yacht. Cody, che nel frattempo ha interrotto il rapporto con CJ, riesce a liberare la ragazza e a far arrestare Darren. Manny non riesce a superare il test oculistico, poiché vede soltanto cinque decimi. Essendo eliminato dalle selezioni, Manny si sfoga con Mitch. Nel frattempo Samantha Thomas ha lasciato vacante la sua posizione di capitano ed è tornata insieme al primo marito. Il comandante Monica Johnson offre la posizione di Samantha a Mitch, ma questi rifiuta l'incarico perché preferisce restare con i piedi sulla spiaggia.

## La nuova generazione
- Titolo originale: Next Generation: Part II
- Diretto da: Gregory Bonann
- Scritto da: David Braff
- Interpreti: David Hasselhoff (Mitch Buchannon), Jeremy Jackson (Hobie Buchannon), Gena Lee Nolin (Neely Capshaw), Carmen Electra (Lani McKenzie), David Chokachi (Cody Madison), Kelly Packard (April Giminski), José Solano (Manny Guitierrez), Donna D'Errico (Donna Marco), Michael Bergin (Jack Darius "JD"), Traci Bingham (Jordan Tate), Angelica Bridges (Taylor Walsh), Michael Newman (Michael Newman), Marliece Andrada (Skylar Bergman), Erin Gray (comandante Monica Johnson), Ingrid Walters (Sheryl Whalen), Mark Auerbach (Richie Edmond), Sonia Satra (Betsy Wexler), Janette Andrade (Crush), Alex Stanton Smith (recluta), Kimm Collinsworth (Kimm), Johnathan Crowe (Ingo Dobbins), Chris Fiore (Brad)

### Trama
Mentre sta nuotando nell'oceano insieme a Lani e Skylar, April viene investita da un acquascooter e viene ferita alla testa. Inizialmente April minimizza l'accaduto perché teme di venir scartata, tuttavia April si sente male durante la sleezione. Nel frattempo Mitch si adopera per aiutare Manny, riuscendo a convincere il comandante Johnson ad abbassare i requisiti per diventare guardaspiaggia. Dopo aver passato le selezioni, Hobie decide di prestare servizio a Zuma, mentre Mitch decide di accettare l'incarico di capitano. 

## La scelta
- Titolo originale: The Choice
- Diretto da: Gregory Bonann
- Scritto da: Gillian Horvath
- Interpreti: David Hasselhoff (Mitch Buchannon), Jeremy Jackson (Hobie Buchannon), Gena Lee Nolin (Neely Capshaw), Carmen Electra (Lani McKenzie), David Chokachi (Cody Madison), Kelly Packard (April Giminski), José Solano (Manny Guitierrez), Donna D'Errico (Donna Marco), Michael Bergin (Jack Darius "JD"), Traci Bingham (Jordan Tate), Angelica Bridges (Taylor Walsh), Michael Newman (Michael Newman), Marliece Andrada (Skylar Bergman)

### Trama
Dopo la promozione di Mitch a capitano, rimane vacante il ruolo di tenente. Per il posto si presentano due esperti guardaspiaggia: Taylor Walsh, una donna tanto attraente quanto ambiziosa, e John Darius, una guardaspiaggia di Daytona. Jack Darius, detto JD, ha passato gli ultimi due anni in Europa ed è ancora depresso per un mancato salvataggio a Daytona. Con molta riluttanza Mitch sceglie Taylor. 

## Amici per la pelle
- Titolo originale: The Choice
- Diretto da: Gregory Bonann
- Scritto da: Kimmer Ringwald
- Interpreti: David Hasselhoff (Mitch Buchannon), Jeremy Jackson (Hobie Buchannon), Gena Lee Nolin (Neely Capshaw), Carmen Electra (Lani McKenzie), David Chokachi (Cody Madison), Kelly Packard (April Giminski), José Solano (Manny Guitierrez), Donna D'Errico (Donna Marco), Michael Bergin (Jack Darius "JD"), Traci Bingham (Jordan Tate), Angelica Bridges (Taylor Walsh), Michael Newman (Michael Newman), Marliece Andrada (Skylar Bergman), Dick Martin (Ed), Howard Morris (Jigger), Gabriel Damon (Tod), Nick Paulos (amico di Hobie), Jamie King (coreografo), Janette Andrade (Crush), Chris Fiore (Brad)

### Trama
Dopo i festeggiamenti del Memorial Day, che cade all'inizio dell'estate, i guardaspiaggia di Baywatch si trovano ad affrontare il caso di un cadavere ritrovato nell'oceano. Infatti due anziani sono stati visti gettare un sacco nell'oceano. Così,  seguito di una segnalazione, Mitch, Skylar e April si recano sul posto a vedere cosa sia stato gettato nell'oceano. Trovano così il corpo di un veterano della Marina militare di circa settanta anni. Nel frattempo Hobie, che presta la prima giornata da guardaspiaggia, ha uno scontro che finisce alle mani con i suoi vecchi amici Connor e JB. Lani si è fatta male alla caviglia durante un salvataggio, viene medicata da Cody. Il giorno dopo deve fare un'audizione per diventare una ballerina professionista, ma si distorce durante l'esibizione. Alla fine Cody professa il suo amore per Lani. Questa le chiede che fine abbia fatto CJ, Cody risponde che ha rotto la relazione, dopodiché CJ è partita per una vacanza in Messico e qui si è sposata con una rockstar.

## Una lezione di coraggio
- Titolo originale: Charlie
- Diretto da: Gregory Bonann
- Scritto da: Tranquil Lisa Collins
- Interpreti: David Hasselhoff (Mitch Buchannon), Jeremy Jackson (Hobie Buchannon), Gena Lee Nolin (Neely Capshaw), Carmen Electra (Lani McKenzie), David Chokachi (Cody Madison), Kelly Packard (April Giminski), José Solano (Manny Guitierrez), Donna D'Errico (Donna Marco), Michael Bergin (Jack Darius "JD"), Traci Bingham (Jordan Tate), Angelica Bridges (Taylor Walsh), Michael Newman (Michael Newman), Marliece Andrada (Skylar Bergman), Michael Cuccione (Charlie Giminski), Judith Ledford (Paige Giminski), David Jahn (guidatore del motoscafo), Johnathan Crowe (Ingo Dobbins)

### Trama
A Baywatch April riceve la visita della madre e del fratello Charlie. Charlie Giminski, che ha dodici anni, è malato terminale di una rara forma di cancro e, per restare in vita, è costretto a sottoporsi alla chemio e a cure sperimentali. Nonostante April sia devastata da questa notizia, Charlie diventa ben presto il beniamino dei guardaspiaggia. Nel frattempo Hobie sfida il padre alla corsa annuale di barca a remi.

## Pettegolezzi da spiaggia
- Titolo originale: Lifeguard Confidential
- Diretto da: David Hagar
- Scritto da: Michael Berk
- Interpreti: David Hasselhoff (Mitch Buchannon), Jeremy Jackson (Hobie Buchannon), Gena Lee Nolin (Neely Capshaw), Carmen Electra (Lani McKenzie), David Chokachi (Cody Madison), Kelly Packard (April Giminski), José Solano (Manny Guitierrez), Donna D'Errico (Donna Marco), Michael Bergin (Jack Darius "JD"), Traci Bingham (Jordan Tate), Angelica Bridges (Taylor Walsh), Michael Newman (Michael Newman), Marliece Andrada (Skylar Bergman), Yasmine Bleeth (Caroline Holden), Shadoe Stevens ("Riptide" Roger Peltyn), Chantal Cloobeck (Chantal), Tanuya Garrett (amica dell'uomo salvato in spiaggia), Amy Miller (donna che balla con Lani), Alex Stanton Smith (guardaspiaggia), Eric Brenner (uomo salvato dai guardaspiaggia), Ashley Cusato (bagnante)

### Trama
Roger "Riptide" Peltyn, un giornalista di gossip, vola con il suo elicottero sulla spiaggia di Baywwatch per raccontare al pubblico di Canale 10 le vicende private dei guardaspiaggia. Taylor e Mitch sono irritati perché Peltyn ostacola gli interventi di salvataggio, inoltre pensano che qualcuno all'interno faccia da talpa. Nel frattempo Caroline torna a Baywatch dopo una fallita audizione a New York. JD viene ospitato nell'appartamento di Cody e Caroline. Lani viene scoperta come ballerina in un locale notturno, con il nome d'arte di "Kyra". Newman perde la testa per Chantal, che poi si rivela essere la moglie di Peltyn.

## Una brutta sorpresa
- Titolo originale: Out of the Blue
- Diretto da: Parker Stevenson
- Scritto da: David Braff
- Interpreti: David Hasselhoff (Mitch Buchannon), Jeremy Jackson (Hobie Buchannon), Gena Lee Nolin (Neely Capshaw), Carmen Electra (Lani McKenzie), David Chokachi (Cody Madison), Kelly Packard (April Giminski), José Solano (Manny Guitierrez), Donna D'Errico (Donna Marco), Michael Bergin (Jack Darius "JD"), Traci Bingham (Jordan Tate), Angelica Bridges (Taylor Walsh), Michael Newman (Michael Newman), Marliece Andrada (Skylar Bergman), Yasmine Bleeth (Caroline Holden), Marcia Strassman (Rena Jaffe), Gregory Barnett (Jim Barnett),

### Trama
Dopo aver eseguito male un'esercitazione, April e Manny vengono demansionati da Taylor. Tuttavia i due sembrano essere vicendevolmente attratti. Mentre sta iniziando una storia d'amore con JD, Caroline riceve la comunicazione dalla sua agente che ha avuto una parte da attrice a New York. Nel frattempo Mitch comunica a Jordan che la sua madre naturale vuole conoscerla. Si tratta di Rena Jaffe, una donna bianca dell'Oklahoma che ha avuto una storia con un ragazzo di colore che poi è morto durante la Guerra del Vietnam. Rena ha voluto incontrare Jordan perché è malata di Corea di Huntington ed ha un anno di vita. Infine Caroline decide di partire per New York e lascia la squadra di Baywatch.

## Per colpa del vento
- Titolo originale: Eel niño
- Diretto da: Douglas Schwartz
- Scritto da: Gillian Horvath
- Interpreti: David Hasselhoff (Mitch Buchannon), Jeremy Jackson (Hobie Buchannon), Gena Lee Nolin (Neely Capshaw), Carmen Electra (Lani McKenzie), David Chokachi (Cody Madison), Kelly Packard (April Giminski), José Solano (Manny Guitierrez), Donna D'Errico (Donna Marco), Michael Bergin (Jack Darius "JD"), Traci Bingham (Jordan Tate), Angelica Bridges (Taylor Walsh), Michael Newman (Michael Newman), Marliece Andrada (Skylar Bergman), Barbara Stock (Dottoressa Meyers), Gregory White (Max), Marty Ingels (ricercatore), Cristopher Maleki (guidatore dell'acquascooter), Ingrid Walters (Sheryl Whalen), Ron Sterk (guardaspiaggia Ron)

### Trama
Con l'arrivo del vento caldo di Santa Ana ci sono nuovi problemi per i guardaspiaggia di Baywatch. Una mattina viene trovato un grosso buco sulla spiaggia. Cody, Lani e April credono che siano stati gli alieni, Mitch risponde che queste sono cose da X-Files. In seguito riemerge dalla sabbia un veicolo dei guardaspiaggia. Inoltre vengono trovati morti numerosi leoni marini. Fatti poi analizzare, i veterinari pensano che siano stati morsi da un gymnota fuggito da un laboratorio. Nel frattempo Hobie inizia a corteggiare April e la invita a fare un'escursione in una caverna sottomarina al largo di Zuma. Nel momento in cui April vuole chiarire a Hobie che è già impegnata con Manny, i due giovani vengono attaccati dal gymnota.

## Il volo dell'aquila
- Titolo originale: Homecoming
- Diretto da: Paul Cajero
- Scritto da: Kimmer Ringwald
- Interpreti: David Hasselhoff (Mitch Buchannon), Jeremy Jackson (Hobie Buchannon), Gena Lee Nolin (Neely Capshaw), Carmen Electra (Lani McKenzie), David Chokachi (Cody Madison), Kelly Packard (April Giminski), José Solano (Manny Guitierrez), Donna D'Errico (Donna Marco), Michael Bergin (Jack Darius "JD"), Traci Bingham (Jordan Tate), Angelica Bridges (Taylor Walsh), Michael Newman (Michael Newman), Marliece Andrada (Skylar Bergman), Parker Stevenson (Craig Pomeroy), Art LaFleur (Tully), Elaine Bitad (Anna), Saginaw Grant (Occhi Che Vedono Lontano), Joseph Cali (proprietario del night club), Charles Stevenson (Sam), Todd Patrick Beaugh (Dottor Johansson), Corey Schwartz (Connor), Joshua Berk (JB), Kathryn White (nonna), Janette Andrade (guardaspiaggia), Monika Kusley (guardaspiaggia)

### Trama
Craig Pomeroy, ex guardaspiaggia oltre che vecchio amico di Mitch, torna a Baywatch per seguire il caso legale di Occhi Che Vedono Lontano, un nativo Chumash, malato terminale, che vuole morire sulla spiaggia. Dopo un periodo a Washington, Craig è tornato in California anche per altri motivi, raccontando a Mitch che la storia con Gina è finita da tre mesi e che come avvocato non si sente realizzato perché è impegnato a difendere evasori fiscali. Successivamente Craig si trova a dover salvare un bambino caduto dal pontile di Malibù, dove da prova di essere ancora un buon guardaspiaggia. Mitch lo invita a riaggregarsi, così Craig partecipa alle selezioni per diventare guardaspiaggia stagionale. Nel frattempo anche Neely ritorna a Baywatch dopo un grave incidente, ma viene scoperta da Dana a fare abuso di antidolorifici. Hobie, insieme ai suoi amici Connor e JB, si reca con un documento falso in un locale notturno e riesce a vincere 1200 dollari in una gara di danza nella quale Lani fa da partner. Al momento di dare il premio, il proprietario capisce che Hobie è entrato con un documento falso.

## Cinque minuti fatali
- Titolo originale: Missing
- Diretto da: Parker Stevenson
- Scritto da: David Braff
- Interpreti: David Hasselhoff (Mitch Buchannon), Jeremy Jackson (Hobie Buchannon), Gena Lee Nolin (Neely Capshaw), Carmen Electra (Lani McKenzie), David Chokachi (Cody Madison), Kelly Packard (April Giminski), José Solano (Manny Guitierrez), Donna D'Errico (Donna Marco), Michael Bergin (Jack Darius "JD"), Traci Bingham (Jordan Tate), Angelica Bridges (Taylor Walsh), Michael Newman (Michael Newman), Marliece Andrada (Skylar Bergman), Yolanda Lloyd Delgado (Lucinda Alvarez), Jerry Penacoli (Harvey Norris), Ingrid Walters (Sheryl Whalen), Wendy Walsh (Sarah De Windt), Meghan Gutierrez (Nikki Alvarez), Michelle Aguirre (Rosanna Alvarez), Erin Gray (Comandante Monica Johnson), Yasmine Bleeth (Caroline Holden), Chris Fiore (Brad)

### Trama
Momentaneamente tornata a Baywatch, Caroline trova una bambina, Nikki Alvarez, che in spagnolo dice che la sorella sedicenne Rosanna è sparita tra le onde. Sono appena passate le cinque del pomeriggio. Dice inoltre che il guardaspiaggia era da poco andato via. Quella torretta era presidiata da Cody, che aveva staccato con alcuni minuti di anticipo perché aveva un appuntamento con Lani. Quindi i guardaspiaggia iniziano le ricerche che durano fino al tramonto, ma del corpo della ragazza non c'è traccia. Questa tragedia inizia ad avere un immediato eco mediatico, poiché i reporter dell'emittente Canale 10 si recano sul posto. Cody si sente in colpa per questo fatto. Mitch riceve le reprimenda dal comandante Johnson. Alla fine si scopre che Rosanna è viva ed aveva fatto soltanto un lungo giro ed era tornata a casa in autobus. Cody viene sanzionato con due settimane di sospensione e Mitch si fa retrocedere a tenente.

## Fuori strada
- Titolo originale: Hijiacked
- Diretto da: Robert Weaver
- Scritto da: Gillian Horvath
- Interpreti: David Hasselhoff (Mitch Buchannon), Jeremy Jackson (Hobie Buchannon), Gena Lee Nolin (Neely Capshaw), Carmen Electra (Lani McKenzie), David Chokachi (Cody Madison), Kelly Packard (April Giminski), José Solano (Manny Guitierrez), Donna D'Errico (Donna Marco), Michael Bergin (Jack Darius "JD"), Traci Bingham (Jordan Tate), Angelica Bridges (Taylor Walsh), Michael Newman (Michael Newman), Marliece Andrada (Skylar Bergman), Gary Kohn (Trey Glasser), Yasmine Bleeth (Caroline Holden), Ashley Cusato (bagnante)

### Trama
Caroline, tornata momentaneamente a Baywatch, viene presa in ostaggio dentro il suo furgone da un criminale che ha appena rapinato l'incasso di un chiosco. Nei giorni successivi Caroline ha gli incubi notturni, rivivendo l'esperienza. Nel frattempo Neely ha lasciato il lavoro a Baywatch ed è stata assunta come bagnina in un club privato. Neely si comporta goffamente durante il salvataggio di una chiatta andata a fuoco. Mitch lo nota e viene a sapere da Dana che Neely fa abuso di farmaci. Alla fine Neely confida di aver avuto una bambina di nome Ashley.

## Senza via d'uscita
- Titolo originale: No Way Out
- Diretto da: Gregory Bonann
- Scritto da: Tranquil Lisa Collins
- Interpreti: David Hasselhoff (Mitch Buchannon), Jeremy Jackson (Hobie Buchannon), Gena Lee Nolin (Neely Capshaw), Carmen Electra (Lani McKenzie), David Chokachi (Cody Madison), Kelly Packard (April Giminski), José Solano (Manny Guitierrez), Donna D'Errico (Donna Marco), Michael Bergin (Jack Darius "JD"), Traci Bingham (Jordan Tate), Angelica Bridges (Taylor Walsh), Michael Newman (Michael Newman), Marliece Andrada (Skylar Bergman), Parker Stevenson (Craig Pomeroy), Vikki Carr (Teresa Gutierrez), Jullian Dulce Vida (amico d'infanzia di Manny)

### Trama
April si arrabbia quando comprende che Manny non ha ancora parlato di lei alla madre. Dopo il litigio, April accetta l'invito di Craig di fare un'immersione al largo di Palos Vertes. I due vengono attaccati da uno squalo e trovano rifugio in una condotta di una centrale elettrica. Vengono però risucchiati da una turbina, trovandosi così intrappolati. Verso sera i guardaspiaggia di Baywatch notano la prolungata assenza di Craig e April, così si precipitano a soccorrerli.

## All'ultimo secondo
- Titolo originale: Countdown
- Diretto da: Rick Jacobson
- Scritto da: Tranquil Lisa Collins
- Interpreti: David Hasselhoff (Mitch Buchannon), Jeremy Jackson (Hobie Buchannon), Gena Lee Nolin (Neely Capshaw), Carmen Electra (Lani McKenzie), David Chokachi (Cody Madison), Kelly Packard (April Giminski), José Solano (Manny Guitierrez), Donna D'Errico (Donna Marco), Michael Bergin (Jack Darius "JD"), Traci Bingham (Jordan Tate), Angelica Bridges (Taylor Walsh), Michael Newman (Michael Newman), Marliece Andrada (Skylar Bergman), Christopher Mayer (Vance), Mike White (Ray), Holliston Coleman (Bridget), Tyler Neitzel (bambino), Douglas Price (padre di Neely), Blake Neitzel (ragazzo alla lezione di nuoto), Phaedra Neitzel (ragazza alla lezione di nuoto)

### Trama
Davanti alla sua torretta Mitch fa conoscenza di una bambina di nome Bridget. Si accorge che Bridget sta giocando con una granata e sta azionando la spoletta. Mitch si precipita per salvare la bambina e getta via la granata. Poco distante un altro bambino sta giocando con un'altra granata. In seguito emerge una scatola piena di granate utilizzate dalla marina militare. Si scopre che il carico apparteneva ad una nave affondata, quindi Mitch e Cody si recano sul posto per indagare. Una volta immersi ed arrivati all'interno della nave, Mitch e Cody vengono legati da due membri appartenenti ad un gruppo paramilitare dell'Oregon. Nel frattempo Neely, ospitata insieme ad Ashley nella casa di Mitch, si rende conto di essere di peso e inizia a cerca un appartamento. Alla fine decide di rimanere ospite di Mitch.

## La capitale del surf
- Titolo originale: Surf City
- Diretto da: Gregory Bonann
- Scritto da: David Braff
- Interpreti: David Hasselhoff (Mitch Buchannon), Jeremy Jackson (Hobie Buchannon), Gena Lee Nolin (Neely Capshaw), Carmen Electra (Lani McKenzie), David Chokachi (Cody Madison), Kelly Packard (April Giminski), José Solano (Manny Guitierrez), Donna D'Errico (Donna Marco), Michael Bergin (Jack Darius "JD"), Traci Bingham (Jordan Tate), Angelica Bridges (Taylor Walsh), Michael Newman (Michael Newman), Marliece Andrada (Skylar Bergman), Parker Stevenson (Craig Pomeroy), Anna Shisler (Anna Shisler), Bobby Friedman (Bobby Friedman), Janette Andrade (Crush)

### Trama
Dopo un banale litigio, April ha interrotto la storia con Manny. Craig riceve la notizia che Gina si è sposata con un giovane di ventidue anni. Poiché Manny ha rifiutato l'invito, April chiede a Craig di essere accompagnata a una cena di beneficenza per la "Children's Cancer Foundation" in memoria del fratello Charlie. Craig si sente attratto da April, però Manny si ingelosisce, sentendosi ancora innamorato per April. Mitch confida a Craig il motivo per cui Manny ha rifiutato l'invito di April: si vergognava di dire che non poteva permettersi uno smoking. Nel frattempo Cody e Lani prendono lezioni di tandem surfing da due professionisti.

## Vivere al massimo
- Titolo originale: To the Max
- Diretto da: Douglas Schwartz
- Scritto da: Deborah Schwartz
- Interpreti: David Hasselhoff (Mitch Buchannon), Jeremy Jackson (Hobie Buchannon), Gena Lee Nolin (Neely Capshaw), Carmen Electra (Lani McKenzie), David Chokachi (Cody Madison), Kelly Packard (April Giminski), José Solano (Manny Guitierrez), Donna D'Errico (Donna Marco), Michael Bergin (Jack Darius "JD"), Traci Bingham (Jordan Tate), Angelica Bridges (Taylor Walsh), Michael Newman (Michael Newman), Marliece Andrada (Skylar Bergman), Maura Peters (Jenny Wade), Joseph Whipp (capitano Bob), Brian Palermo (Carl, marito di Cinzia), Matt Weestman (uomo che chiede soccorso), Julie Michaels (Cynthia), Gregory Barnett (Jim Barnett), Buddy Joe Hooker (Nick), Janette Andrade (Crush), Alex Stanton Smith (recluta)

### Trama
Dopo aver tratto in salvo tre pescatori, J.D., Lani e April sono invitati a partecipare alla pesca di ricci di mare. I ricci di mare sono molto richiesti in Giappone, così i pescatori traggono un buon guadagno. I tre guardaspiaggia accettano; si aggiunge anche Cody che ha bisogno di un po' di soldi per riparare l'auto. Durante la battuta, i quattro guardaspiaggia devono affrontare un nuovo salvataggio. Lani ha un grave incidente durante l'immersione che può costarle l'udito. Nel frattempo Mitch fa conoscenza di Jenny Wade, una bellissima donna appassionata di cavalli. Jenny accetta l'invito di Mitch di fare un picnic sulla spiaggia. All'improvviso un'auto precipita in acqua, Mitch si getta per salvare la conducente, Cynthia, che ha le doglie. Portata sulla spiaggia, Mitch e Jenny aiutano Cynthia a far nascere il bambino.

## La notte del delfino
- Titolo originale: Night of the Dolphin
- Diretto da: Tracy Lynch Britton
- Scritto da: Kimmer Ringwald
- Interpreti: David Hasselhoff (Mitch Buchannon), Jeremy Jackson (Hobie Buchannon), Gena Lee Nolin (Neely Capshaw), Carmen Electra (Lani McKenzie), David Chokachi (Cody Madison), Kelly Packard (April Giminski), José Solano (Manny Guitierrez), Donna D'Errico (Donna Marco), Michael Bergin (Jack Darius "JD"), Traci Bingham (Jordan Tate), Angelica Bridges (Taylor Walsh), Michael Newman (Michael Newman), Marliece Andrada (Skylar Bergman), Gregory Alan Williams (Garner Ellerbee), Peter Lucas (Mike Donovan), Kevin Light (Lucas), Mik Scriba (medico audiologo), Rosario Gru (Lindsay), Gregory Barnett (Jim Barnett), Linaa Carter (proprietaria della caffetteria)

### Trama
Un delfino privo di vita viene trovato sulla spiaggia, dagli esami dell'Istituto Oceanografico risulta che è morto a seguito di un avvelenamento. Garner Ellerbee, amico di Mitch e tempo addietro il poliziotto di presidio a Baywatch, è ora un federale che presta servizio per un'unità speciale di agenti a cavallo. Gerner è alla caccia di Mike Donovan, un pericoloso trafficante di droga. Mitch si offre di aiutarlo nel compito. Neely, corteggiata proprio da Donovan nel club dove lavora come bagnina, sale nello yacht del criminale e piazza una trasmittente. Neely viene scoperta e rischia di essere uccisa. Nel frattempo Lani, frustata dalla sua menomazione, inizia a recuperare pian piano l'udito.

## Una scommessa pericolosa
- Titolo originale: Full Throttle
- Diretto da: Lewis Stout
- Scritto da: Kimmer Ringwald
- Interpreti: David Hasselhoff (Mitch Buchannon), Jeremy Jackson (Hobie Buchannon), Gena Lee Nolin (Neely Capshaw), Carmen Electra (Lani McKenzie), David Chokachi (Cody Madison), Kelly Packard (April Giminski), José Solano (Manny Guitierrez), Donna D'Errico (Donna Marco), Michael Bergin (Jack Darius "JD"), Traci Bingham (Jordan Tate), Angelica Bridges (Taylor Walsh), Michael Newman (Michael Newman), Marliece Andrada (Skylar Bergman), Eric Gustavson (Spenser), Dan Horton (Cooper), Jack McGee (Tommy)

### Trama
Cody sfida due figli di papà, Cooper e Spenser, a una gara in motoscafo. Cooper e Spenser mettono in palio il loro potente motoscafo, Cody invece la barca di Mitch. Successivamente Cosy si trova infortunato dopo un salvataggio e non può partecipare alla gara. Mitch scopre che Cody, a sua insaputa, ha messo in palio la sua barca. Sfidato apertamente dai due giovani, Mitch gareggia con la sua barca accompagnato da Newman. Intano Neely continua a risiedere nella casa di Mitch, poiché ha avuto una serie di eventi avversi, non ha soldi, ha perso il secondo lavoro di cameriera in un pub ed è stata truffata dall'agente immobiliare.

## Quarantena
- Titolo originale: Quarantine
- Diretto da: Douglas Schwartz
- Scritto da: Kim Welskopf
- Interpreti: David Hasselhoff (Mitch Buchannon), Jeremy Jackson (Hobie Buchannon), Gena Lee Nolin (Neely Capshaw), Carmen Electra (Lani McKenzie), David Chokachi (Cody Madison), Kelly Packard (April Giminski), José Solano (Manny Guitierrez), Donna D'Errico (Donna Marco), Michael Bergin (Jack Darius "JD"), Traci Bingham (Jordan Tate), Angelica Bridges (Taylor Walsh), Michael Newman (Michael Newman), Marliece Andrada (Skylar Bergman), Jeff Altman (Ed Symes), Chris Fiore (Brad), Kelly Monaco (modella)

### Trama
Dalla torretta numero 7, April vede diversi bagnanti in difficoltà, così chiama in supporto gli altri guardaspiaggia. Mitch e Jordan portano in salvo Omar, un giovane originario dell'Ogaden. Portato al quartier generale di Baywatch, Omar mostra subito di avere problemi respiratori e viene trasportato immediatamente in ospedale. Temendo la diffusione di un nuovo virus come Ebola, le autorità sanitarie del posto mettono in quarantena tutti i guardaspiaggia di Baywatch, oltre a Ed Symes, un strampalato venditore di forniture mediche che era casualmente giunto nel posto. Newman, non presente al momento in cui Omar era nell'edificio, resta di servizio e può godersi un servizio fotografico di bellissime modelle.

## La baby-sitter
- Titolo originale: Diabolique
- Diretto da: Parker Stevenson
- Scritto da: Kimmer Ringwald
- Interpreti: David Hasselhoff (Mitch Buchannon), Jeremy Jackson (Hobie Buchannon), Gena Lee Nolin (Neely Capshaw), Carmen Electra (Lani McKenzie), David Chokachi (Cody Madison), Kelly Packard (April Giminski), José Solano (Manny Guitierrez), Donna D'Errico (Donna Marco), Michael Bergin (Jack Darius "JD"), Traci Bingham (Jordan Tate), Angelica Bridges (Taylor Walsh), Michael Newman (Michael Newman), Marliece Andrada (Skylar Bergman), Pamela Bach (Carly alias Sara Chapman), Anne Jeffreys (Irene Buchannon), Brandon Gatson (Todd Newman)

### Trama
Mentre è in pattuglia sull'oceano, Mitch vede una barca che sta prendendo fuoco. Salva una donna di circa trenta anni. Arrivati al quartier generale di Baywatch la donna dice di chiamarsi Sara Chapman. In realtà si chiama Carly, una donna che ha sofferto una forte depressione mentale dopo essere stata abbandonata dal marito. Carly si innamora di Mitch e si presenta a casa, qualificandosi come baby-sitter professionista. A casa di Mitch c'è solo la madre Irene e la piccola Ashley. Intanto Newman organizza un campionato di aquiloni, che il guadagno andrà devoluto ai bambini diabetici, a cui partecipano anche Manny e April.

## Agguato tra i ghiacci: I parte
- Titolo originale: Bon Voyage
- Diretto da: Douglas Schwartz
- Scritto da: David Braff
- Interpreti: David Hasselhoff (Mitch Buchannon), Jeremy Jackson (Hobie Buchannon), Gena Lee Nolin (Neely Capshaw), Carmen Electra (Lani McKenzie), David Chokachi (Cody Madison), Kelly Packard (April Giminski), José Solano (Manny Guitierrez), Donna D'Errico (Donna Marco), Michael Bergin (Jack Darius "JD"), Traci Bingham (Jordan Tate), Angelica Bridges (Taylor Walsh), Michael Newman (Michael Newman), Marliece Andrada (Skylar Bergman), Don Diamont (Gavin), Heather Stephens (Leslie Stryker/Clair Hodges), David Spielberg (chirurgo traumatologo), Richard Danielson (Robby Quinn), Floyd Levine (boss della mala), Ingrid Walters (Sheryl Whalen), Jerry Croft (Jerry Croft), Gregory Barnett (Gregory Barnett)

### Trama
Dana, Lani e Neely vengono chiamate per un servizio fotografico per conto della rivista Inside Sport. Sono state invitate ad andare in Alaska a bordo della nave Dawn Princess. Neely dice a Mitch che parte anche per riconciliarsi con l'ex marito Peter. In coincidenza Hobie vince quattro biglietti per andare in Alaska a bordo della Dawn Princess ed invita il padre Mitch, Cody e una bellissima ragazza, Clair Hodgson, conosciuta da poco durante un suo salvataggio. Clair si chiama in realtà Leslie Stryker ed è una ladra e una truffatrice senza scrupoli che ha appena rubato delle pietre preziose dal valore di cinque milioni di dollari e non ha esitato a tentare di uccidere in mare il complice Robby Quinn. Quinn viene miracolosamente tratto in salvo da Newman, Barnett, April e Manny e portato in ospedale. Robby riferisce a Gavin, un pericoloso boss della criminalità, cosa è successo e dove ora si trova Leslie. Infine Gavin si imbarca a bordo della Dawn Princess.

## Agguato tra i ghiacci: II parte
- Titolo originale: Baywatch: White Thunder at Glacier Bay: Part 1
- Diretto da: Douglas Schwartz
- Scritto da: Michael Berk e Deborah Schwartz
- Interpreti: David Hasselhoff (Mitch Buchannon), Jeremy Jackson (Hobie Buchannon), Gena Lee Nolin (Neely Capshaw), Carmen Electra (Lani McKenzie), David Chokachi (Cody Madison), Kelly Packard (April Giminski), José Solano (Manny Guitierrez), Donna D'Errico (Donna Marco), Michael Bergin (Jack Darius "JD"), Traci Bingham (Jordan Tate), Angelica Bridges (Taylor Walsh), Michael Newman (Michael Newman), Marliece Andrada (Skylar Bergman), Don Diamont (Gavin), Heather Stephens (Leslie Stryker/Clair Hodges), David Spielberg (chirurgo traumatologo), Richard Danielson (Robby Quinn), Floyd Levine (boss della mala), Ingrid Walters (Sheryl Whalen), Jerry Croft (Jerry Croft), Gregory Barnett (Gregory Barnett)

### Trama
La Dawn Princess è arrivata in Alaska. Mitch, Hobie e Cody ritrovano a bordo Dana, Lani e Neely. Durante una sosta della nave, Cody e Mitch decidono da andare a pesca nei pressi di un parco naturale. Con loro c'è anche Neely, che viene improvvisamente aggredita da un orso. Mitch riesce a salvarla.  Tornato sulla nave, casualmente Mitch scopre che Clair in realtà si chiama Leslie ed inizia ad essere sospettoso riguarda alla ragazza. Nel frattempo Gavin è alla ricerca della ladra. Inizialmente crede che sia Dana, ma poi riconosce Leslie. Leslie, riconosciuta da Gavin, cerca di trovare il modo per fuggire chiedendo ad Hobie, ancora all'oscuro della faccenda, di andare a fare del parapendio.

## Agguato tra i ghiacci: III parte
- Titolo originale: Baywatch: White Thunder at Glacier Bay: Part 2
- Diretto da: Douglas Schwartz
- Scritto da: Michael Berk e Deborah Schwartz
- Interpreti: David Hasselhoff (Mitch Buchannon), Jeremy Jackson (Hobie Buchannon), Gena Lee Nolin (Neely Capshaw), Carmen Electra (Lani McKenzie), David Chokachi (Cody Madison), Kelly Packard (April Giminski), José Solano (Manny Guitierrez), Donna D'Errico (Donna Marco), Michael Bergin (Jack Darius "JD"), Traci Bingham (Jordan Tate), Angelica Bridges (Taylor Walsh), Michael Newman (Michael Newman), Marliece Andrada (Skylar Bergman), Don Diamont (Gavin), Heather Stephens (Leslie Stryker/Clair Hodges), David Spielberg (chirurgo traumatologo), Richard Danielson (Robby Quinn), Floyd Levine (boss della mala), Ingrid Walters (Sheryl Whalen), Jerry Croft (Jerry Croft), Gregory Barnett (Gregory Barnett)

### Trama
Hobie e Leslie partono in parapendio e dall'alto possono godersi il Glacier Bay Park. Gavin, anche lui in parapendio, è all'inseguimento di Hobie e Leslie e riesce in poco tempo a raggiungerli. Scesi a terra in mezzo ai ghiacciai, Gavin minaccia Hobie e Leslie con una pistola in mano. Leslie è costretta a gettare la maschera e rileva la sua vera identità di criminale. Intanto Mitch e Cody, che comprendono che Hobie sia in pericolo, sono appena dietro. Ne segue un combattimento tra Mitch e Gavin. Una volta catturati Gavin e Leslie, Mitch, Hobie e Cody fanno ritorno sulla nave. Hobie ammette al padre di essere stato ingenuo ad innamorarsi di una ragazza sconosciuta. Inoltre aggiunge che a breve sta per partire per il college. Nel frattempo Neely bussa alla porta di Peter, ma scopre che è un uomo già sposato. Infine Mitch e Neely scoprono che provano qualcosa l'uno per l'altra e decidono di sposarsi. Ad officiare la cerimonia è il capitano della nave.